# Археологія Грузії
Археологія Грузії — історія матеріальної культури на території Грузії за доісторичний період з найдавніших часів до кінця середньовіччя.

## Давньокам'яна доба
У Грузії виявлено і вивчено понад 400 пам'яток давньокам'яної доби у 6 археологічних областях:
I. Грузинське Надчорномор'я — 200 пам'яток
II. Долини річок Ріоні — Квіріла — 100 пам'яток; 15 пам'яток різних розділів ашельської доби; мустьє — 61 пам'ятка; пізньодавнькам'яна й середньокам'яна доби — 23 пам'ятки; печерні поселення — Джручула, Ортвала-Клде, Сакажіа, Бронзова печера та інші; 20 — пізньодавньокам'яних і середньокам'яних — Сагварджиле, Чахаті, Сакажіа, Дзудзуана, Гварджилас-Клде та інші;
III. лівобережжя Кури, в межах історичної Двалетіі — Південної Осетії — 60 пам'яток; багатошарові печерні поселення Кударської і Цонської групи, де також виявлені культурні шари середньоашельського часу
IV. Низькогір'я правобережжя Кури в межах історичної Квемо-Картлі
V. Джавахетійське нагір'я — 15 пам'яток
VI. Іоро — Алазанійське межиріччя — 34 пам'ятки
У Надчорномор'ї найчисельніші давньокам'яні пам'ятки. На ашельських пам'ятках Надчорномор'я та Ріоно-квірильскої області виявлено багато кам'яних знарядь праці, проте мало ручних рубил. Така малочисельність ручних рубил за ашельського часу Західній Грузії відрізняється від їх численності у Східній Грузії. Ніколай Бердзенішвілі відзначав, що головними осередками життя доісторичного людини були горбисті передгір'я південних (Бзибський-Кодорських) відрогів Кавказького хребта.

### Ранньодавньокам'яна доба

#### Дманісі

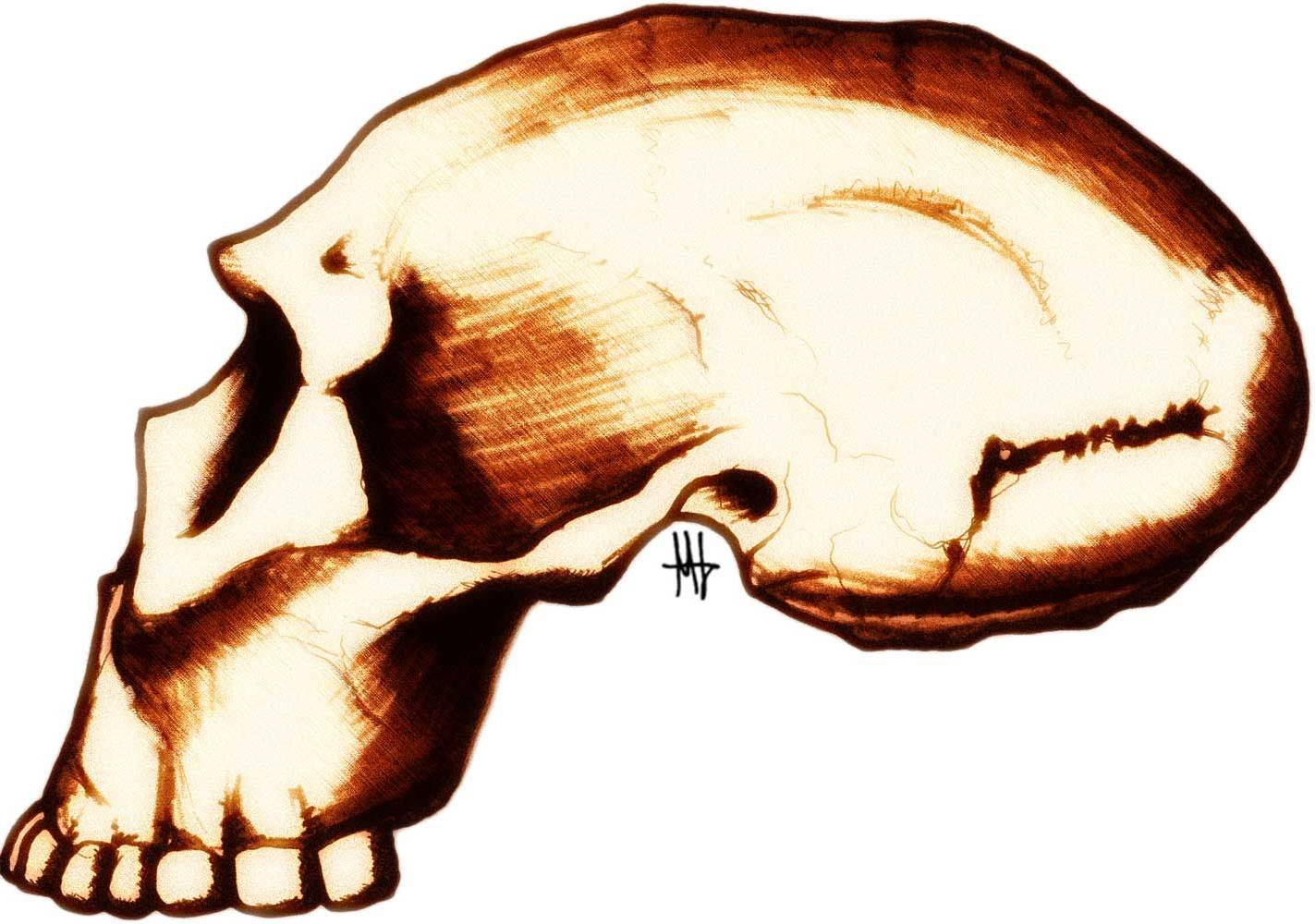
Реконструкція черепа Давньої грузинської людини

Визнаність Дманіське поселення отримало після виявлення Homo georgicus (Давньої грузинської людини), що жила близько 1,8 млн років тому.
У фауні Дманісі давньокам'яної доби виявлені — слони, носороги, кабалоїдні коні, вовки, ведмеді, рисі, леопарди, олені, козулі, викопні козли, первісні бики і хом'яки, і останки великого птаха, імовірно з загону страусових.
Озерні відкладення Дманісі, фауністичні залишки і кам'яні предмети датуються 530±20 тисяч років до Р. Х..

#### Яштухська стоянка-майстерня
Яштухська стоянка-майстерня — група пам'яток ранньоашельського часу на висоті 80-140 м над рівнем моря, в 2 км від міста Сухумі. Яштухська стоянка найбільший пам'ятка раннього палеоліту Абхазії і Грузії, вся група, що складається з 30 пам'яток, займає 70 га. Найбільш ранні пам'ятники Абхазії Яштхва і Бирцх відносяться до епохи раннього ашеля.

#### Бубас-Клде
Бубас-Клде (також Цонська печера) — печера середньоашельського часу, на висоті 2150 м, в Джавському муніципалітеті Південної Осетії. Основними знаряддями мешканців Бубас-Клде були ручні рубила і груборуб'ячи. Археологами також виявлено багато скребково-ріжучих предметів, проте інші знаряддя виявлені в малій кількості. На території печери виявлені рослини — сосна (Pinus), ялина (Pisea), тсіга (Tsyga), бук (Fagus), вільха (Alnua), граб (Betula) і безліч спор папоротевих; тварини — ящірки, кажани, лисиці, вовки, печерні ведмеді і леви, леопарди, заєць-русак, їжатець, малоазійський хом'як, чагарникова полівка, тушканчик, дикий кабан, олень благородний, косуля, дикий баран, кавказький тур і первісний зубр. Пернаті — альпійська галка, улар і ягнятник-бородань. Печерного ведмедя належить більше 90 % Всіх вивчених кісток.

#### Кударо I
Кударо I печера середньоашельського часу, на висоті 1580—1600 м, в Кударськом ущелині, вкрай близько до сучасної їй Цонської печери. У Кударо I виявлені останки макаки і єдиний в Південній Осетії зуб архантропа.

### Середньодавньокам'яна доба
Останки неандертальців виявлені в печерах Джручула і Бронзова на лівобережжі річки Шабата-Геле (верхній лівий перший моляр дитини 12-13 років в шарі 18), в печері в нижньокрейдових вапняках на лівому березі річки Цхалцітели (зуб з шару 3а), в печерній стоянці Сакажіа (Західна Грузія).

#### Цопське поселення
Цопське поселення — поселення первісних людей в тріщині мармуроподібної вапняної гори в Марнеулійському муніципалітеті, на висоті 180—200 м рівня річки. Мустьє шарантського вигляду на Кавказі, представлене Цопською стоянкою, не має аналогів на Кавказі. У Цопі виявлено 2800 предметів. У Цопській печері виявлено залишки 11 тварин — шерстистий носоріг, викопний кінь, викопний осел, безоаровий козел, піщуха. Нуклеуси — 99, відщепи — 1848, готові знаряддя — 952.

#### Цуцхватський печерний комплекс
Цуцхватський печерний комплекс — печерний комплекс, що складається з 15 печер, розташовано біля села Цуцхваті (Ткібулійський муніципалітет). У 5 печерах (Бронзова печера, Подвійний грот, Бізонова, Ведмежа і Верхня печери) виявлені шари середньодавньокам'яної доби, й у навісі Мзіурі — шари пізньодавньокам'яної доби. У Цуцхватському комплексі печер виявлено ховрахи, малоазіатські хом'яки, піщанки, їжатці, вовки, шакали, печерні ведмеді, рисі, печерні леви, коні, гігантські олені, благородні олені, сарни, західнокавказькі козли, первісні зубри та інші. На думку А. К. Векуа цуцхватський комплекс свідчить про не проникнення слонів в Закавказзія за плейстоцену, так як слідів мамутового фауністичного комплексу на території комплексу не виявлено зовсім. У Бронзовій печері простежено еволюцію кам'яної індустрії від раннього до пізнього мустьє. Найвизначнішою печерою всього комплексу є Верхня печера, яка була місцем проведення релігійних обрядів мустьєрців. Приношення частин туш убитих звірів, найчастіше печерних ведмедів, також були поширені в печерах Швейцарії, Німеччини та інших.

### Пізньодавньокам'яна доба
У печері Дзудзуана (Dzudzuana Cave) поблизу міста Чиатура була виявлена рукотворна лляна нитка, віком 35 тис. років тому. Загальногеномна лінія двох людей з печери Дзудзуана, датованих ~ 26 тис. років тому, пов'язана з народами Близького Сходу і Північної Африки і становить не менше 46 % їх предків. Велика частина генома цих двох мешканців печери Дзудзуана, що жили до останнього льодовикового максимуму (LGM), глибоко пов'язана з післяльодовиковими західноєвропейськими мисливцями-збирачами зі скупчення «Віллабруна». Визначено мітохондріальні гаплогрупи U6 (Dzudzuana2) і N (Dzudzuana3). Геном людини Dzudzuana-2 ближчий до геному зразка SAT29 з грузинської печери Сацурблія, ніж до геномів пізньодавньокам'яної доби з Сацурблії та середньокам'яної доби з Котія-Клде, або будь-яких інших євразійських геномів до LGM.
Мітохондріальна ДНК людини зі зразка SAT16 LS29 (SAT29), взятого з осадових відкладень печери Сацурблія віком 25 тис. років до Р. Х., володіє чіткою генетичною спорідненістю з мітогеномами з печери Бачо-Киро в Болгарії віком 45 тис. років до Р. Х. (BK-CC7-355 і BK-BB7-240) і Dzudzuana3. SAT29 належить до мітохондріальної гаплогрупи N, також як і індивід Dzudzuana3 з печери Дзудзуана. Геном відрізняється істотним базальним євразійським походженням, що був компонентом предків більшості людей після Льодовикового періоду на Близькому Сході, в Північній Африці і деяких частинах Європи. Частка неандертальського походження в зразку SAT29 з великою невизначеністю через низький обсягу даних оцінюється в 1 % (95%-й довірчий інтервал: 0-6,6 %) і аналогічна оцінці Дзузуана-2. f3 статистика показує найбільшу кількість генетичного дрейфу між SAT29 разом з Віллабруною (Італія, 12140±70 років до Р. Х.) і Дзудзуана-2. Серед сучасних євразійських популяцій геном SAT29 демонструє більш високу генетичну близькість до північним і західним європейцям, ніж до жителів Центральної і Південної Азії. Крім того, з цього ж зразка з шару BIII виявили мтДНК ссавців видів Canis lupus, Bos taurus та роду Ovis.
Зуб з печери Бонді знайдений в шарі Vb, який датується віком 21,5-24,6 тис. років тому. Фрагмент нижньої щелепи з Девіс-Хврелі як мінімум на 10 тис. років молодше. У палінологічному матеріалі пізньодавньокам'яних шарів печери Бонді знайдені мікрорештки волокон льону і вовни.
У печері Сакажіа в околицях Кутаїсі знайдені кременеві знаряддя типу Граветт. У пізньодавньокам'яного мешканця грузинської печери Сацурблія, який жив 13,3 тис. років тому, була виявлена Y-хромосомна гаплогрупа J і мітохондріальна гаплогруппа K3. Також до верхнього палеоліту відносяться знахідки з печер Девіс-Хврелі, Самерцхле-Клде, Сагварджиле, Дзудзуана, Гварджилас-Клде та інші.

## Середньокам'яна доба
Давньокам'яна доба Грузії, як і Близького Сходу, закінчився близько 10-8 тисяч років до Р. Х. і змінився середньокам'яною добою. Саме тоді склалися близькі до сучасних клімат і ландшафт Кавказу.
У представника тріалетійської середньокам'яної культури мисливця KK1 з карстового грота Котіас-Клде у вапняках плато Мандаеті в Західній Грузії, що жив 9529-9895 років тому, була виявлена Y-хромосомна гаплогрупа J2a (J2a1b-Y12379 *) і мітохондріальна гаплогрупа H13c. Його родичі з предком 10800 років зараз складають половину IJ в Грузії.

## Новокам'яна доба

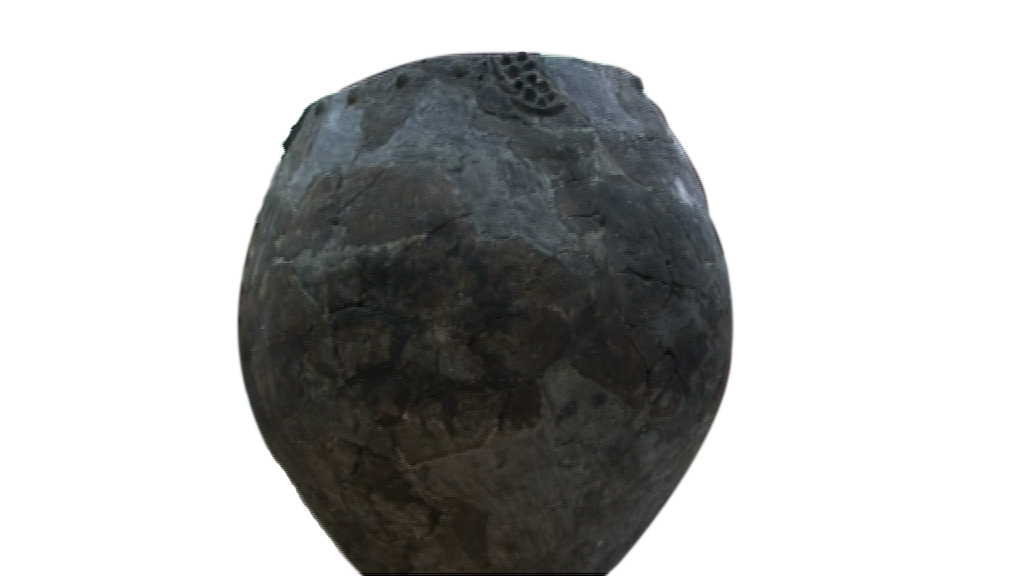
Новокам'яна винна амфора Шулавері-шомуської культури

Ознаки новокам'яної доби — перехід від полювання і збирання до раннього землеробства і скотарства проявляються на території Грузії як мінімум з 5000 року до Р. Х.. Ранньокам'яні пам'ятки виявлені в основному на заході Грузії: Хуцубані, Анасеулі, Кістрикі, Кобулеті, Тетраміца, Апіанча, Махвілаурі, Котіас-Клде, Палурі та ряд інших. У 5000-4000 роках до Р. Х. було стабільно заселено також сточище річки Кура (Мткварі). Такі поселення, як Цопі, Аручло і Садахло над Курою на сході Грузії відрізняються довгостроковою культурною традицією, своєрідною архітектурою і розвиненою майстерністю обробки каменю. Більшість зазначених пам'яток відносяться до квітучої в кінці неоліту і в енеоліті археологічної шулавері-шомуської культури. Радіовуглецеве датування пам'яток цієї культури показує, що її найбільш ранні поселення відносяться до 5150-4850 рокам до Р. Х..
Культура сіоні-цопі-гінчі (також відома як культура Сіоні, або сіонійська культура) є культурою раннього і середнього енеоліту Південного Кавказу названа за поселеннями Сіоні (Марнеулійський муніципалітет) і Цопі в Грузії, і Гінчи в Шамільському районі, Дагестану. Вона датується 5000-4800 роками до Р. Х..
Лейлатепінська культура давнього Кавказу могла бути синхронною пізньому етапу сіонійської культури. Важливе поселення лейлатепінської культури розташоване в Беріклдеєбі в Грузії. До 25 % кераміки, виявленої на лейлатепінських поселеннях у закавказьких степах, становить посуд сіонської культури.
В горах східної Анатолії і Південного Кавказу одночасна наявність тварин, що піддавалися одомашненню, та дикорослих злаків, дозволило створити найдавніші зразки землеробсько-скотарського суспільства. У цьому сенсі регіон Анатолії і Південного Кавказу вважається однією з «колисок цивілізації».
Передбачується, що в 3250-3000 роках до Р. Х. вся країна була заселена народом, імовірно пов'язаним з хуритами. Протягом наступних 2000 років (період халколита) країна була відносно однорідна культурно і, можливо, етнічно.

## Бронзова доба
В період близько 3400-2000 років до Р. Х. виникає куро-аракська культура, з центром в сточищі річок Кура і Аракс. Її господарство ґрунтувалося переважно на розведенні великої рогатої худоби та вівців. З культурою пов'язані значні культурні досягнення. Суспільна організація ґрунтувалася на вождівств. У похоронних курганах вождів виявлені золоті і срібні вироби з витонченою обробкою. На деяких посудинах вигравірувані ритуальні сцени з ознаками впливу близькосхідних культів. Ця велика і квітуча культура підтримувала зв'язки з розвиненішою аккадською імперією в Месопотамії. Близько 2300 року до Р. Х. вона занепадає і розпадається на ряд місцевих культур. Одна з її найбільш ранніх наступниць є культура Бедені на сході Грузії.
До кінця III тисячоріччя до Р. Х. з'являються свідчення значного господарського розвитку, розширення торгівлі між племенами. На заході Грузії в 1600—700 роках до Р. Х. існувала колхидська культура (схожа з нею існувала сусідня кобанська культура). На сході Грузії курганна тріалетійська культура досягла свого піку близько 1500 р до Р. Х..

## Залізна доба
Ближче до кінця II тисячоріччя до Р. Х. на Закавказзі з'являється обробка заліза, і незабаром настає справжня залізна доба, коли з'являється велика кількість залізних знарядь і зброї, набагато кращої якості, ніж попередні бронзові. У Грузії залізна доба настала пізніше ніж на більшій частині Близького Сходу, лише в 1000—800 роках до Р. Х..

## Мовний розпад картвелів
На думку мовознавців, за бронзової та залізної діб, розпалася на кілька гілок протокартвельска єдність. Першою, близько до 1900—1800 років до Р. Х. на північному заході Грузії відокремилася сванська мова. Потім, близько до 800—700 років до Р. Х., відокремилася занського мова, на основі якої пізніше виникли мінгрельська та лазська мови.
З лінгвістичних даних видно, що найбільш ранній грузинський (картвельській) нарід складався з 4 споріднених племен: власне грузин (карти), занів (мінгрелів і лазів, колхів) і сванів.